# Коронадо, Мартин
Мартин Коронадо (исп. Martín Coronado; 4 июля 1850, Буэнос-Айрес — 20 февраля 1919, Касерос, провинция Буэнос-Айрес) — аргентинский драматург, журналист, поэт. Президент Аргентинской академии литературы (1877—1879). Один из создателей национального театра.

## Биография
Окончил Национальный колледж Уругвая. В 1867 году поступил в Университет Буэнос-Айреса, где изучал право, но бросил учёбу на втором курсе, чтобы посвятить себя литературному творчеству, сотрудничал с газетой «La Prensa» и другими изданиями Буэнос-Айреса. Вместе с Адольфо Ламарком и Рафаэлем Облигадо участвовал в литературных обществах того времени. Работал государственным нотариусом, одиннадцать лет занимал должность руководителя управления гражданского реестра города Буэнос-Айрес.
В 1879 году основал литературную газету El Correo Americano.

## Творчество
С юности проявлял способности к поэзии, в 1870 году написал поэму Siempreviva, за ней последовали Canto a Jesús, Bajo los sauces, El roto, La rosa blanca (1877), Salvador (1883), La flor del aire, Cortar por lo más delgado (1893), Un soñador (1896), Parientes pobres, Justicias de antaño, El sargento Palma, La piedra del escándalo, La chacra de don Lorenzo и другие.
Как драматург дебютировал драматической поэмой «Белая роза» (1877, «Театр Оперы», труппа Э. Кортеса). Написал пьесу «Камень преткновения» (1902, Театр «Аполо», труппа Подесты, Буэнос-Айрес), реалистически воспроизводившей народную жизнь, образ национального героя. М. Коронадо принадлежат пьесы:
- «Под гнетом тирании, или Свет луны и свет пожара» (1878),
- «Мечтатель» (1885),
- «Старинное правосудие» (1897),
- «Чужая вина» (1903),
- «Паразиты» (1904),
- «Бедные родственники» (1907),
- «Свободная дорога» (1909),
- «Поместье дона Ло-ренцо» (1918, продолжение «Камня преткновения»).

Пьесы драматурга отличаются поэтичностью, лиризмом, ярким изображением национальных характеров.
Творчество М.Коронадо ознаменовало переход от полуциркового, полуфарсового жанра «гауческо» к подлинной драматургии Аргентины.

## Память
- Именем драматурга назван город Мартин-Коронадо муниципалитета 3 Февраля провинции Буэнос-Айрес.